# Neocueva

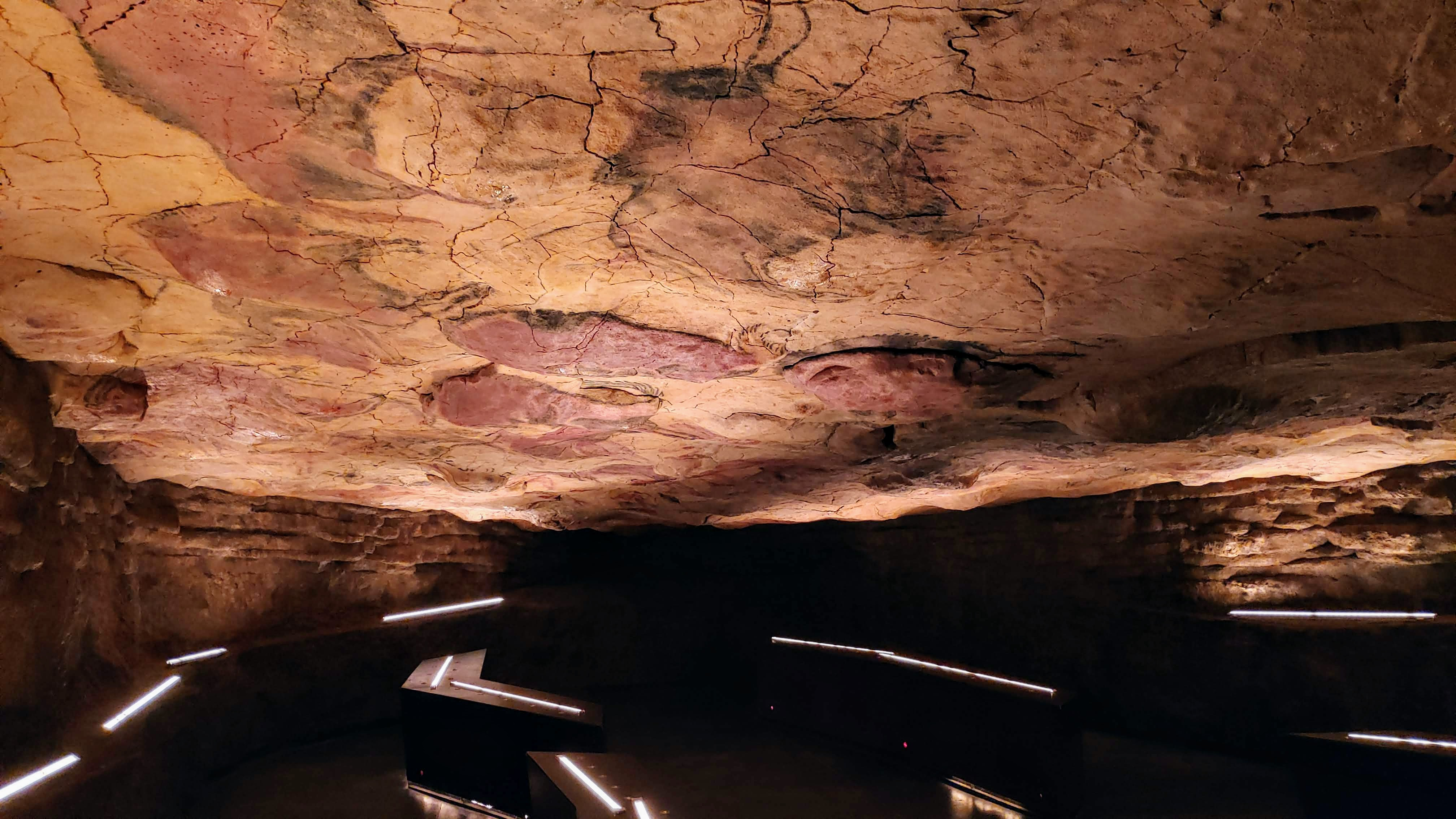
La neocueva de Altamira.

La neocueva es la reconstrucción científica de la cueva de Altamira que se encuentra en una de las salas de la exposición permanente Los tiempos de Altamira del Museo Nacional y Centro de Investigación de Altamira, en Santillana del Mar, Cantabria, España. Inaugurada en 2001 con el fin de poder mostrar las pinturas paleolíticas sin que se afectase a las originales.
La réplica fue realizada por la profesora de dibujo Matilde Múzquiz y el fotógrafo Pedro Saura, ambos especializados en sus respectivos campos en la pintura prehistórica. Siendo el trabajo de modelado, y algunos otros, por medio de una fresadora, por parte de la empresa Tragacanto.
La neocueva muestra cómo era la cueva de Altamira hace 15 000 años, en el Paleolítico Superior, la época en la que fue habitada por bandas de cazadores-recolectores, en el inicio de nuestra época. Junto a la entrada de la cueva se ubicaba el campamento, organizado alrededor de hogares, y hacia el interior, en la zona de penumbra y oscuridad, se reservaron espacios para el arte. En la sala de polícromos se concentra la manifestación más espectacular del arte de las cavernas, la obra de un artista genial del Paleolítico que convierte a la cueva de Altamira en Patrimonio Mundial.

## Galería de imágenes

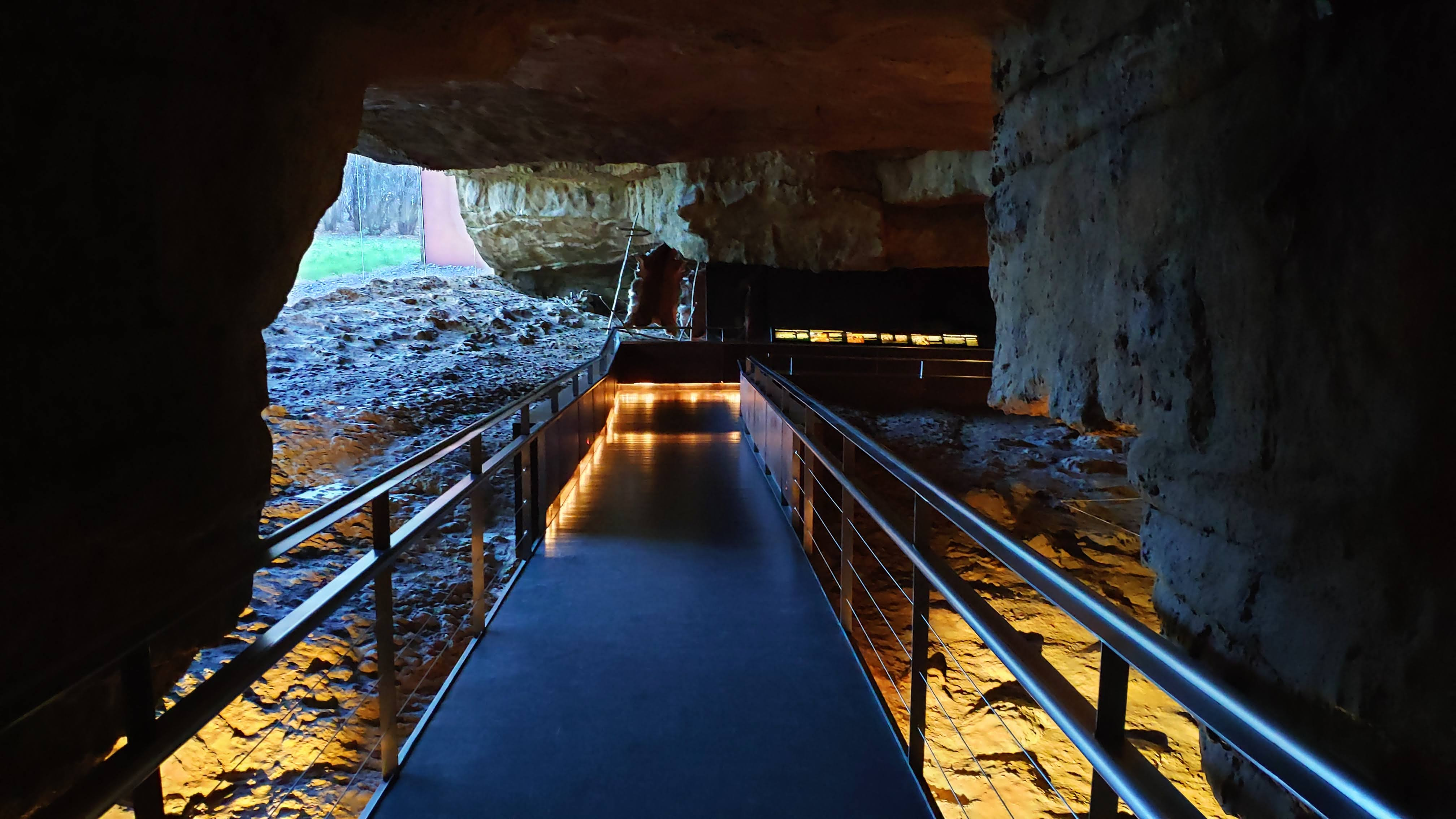
Acceso a la neocueva
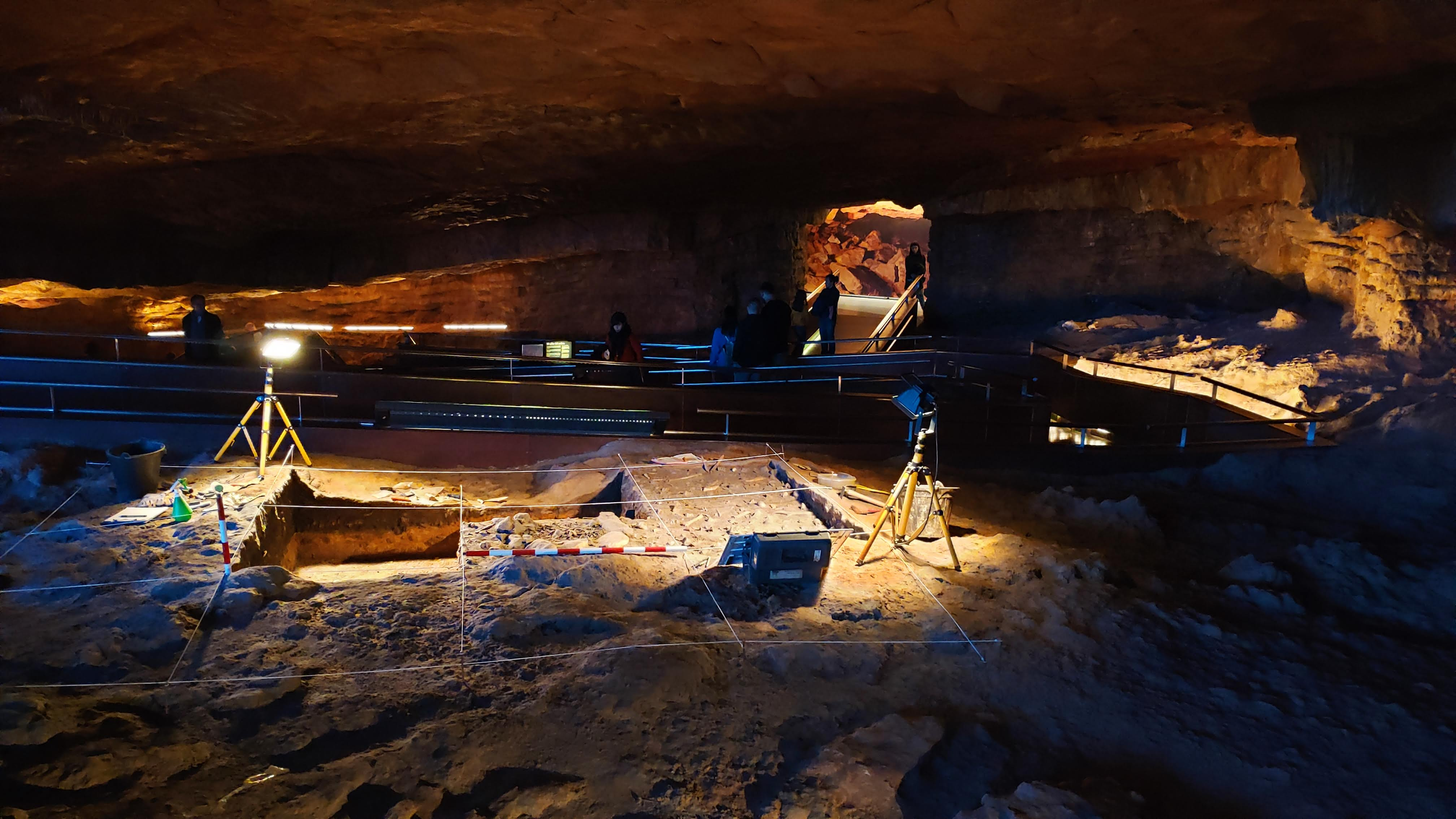
Simulación de trabajos arqueológicos en la neocueva
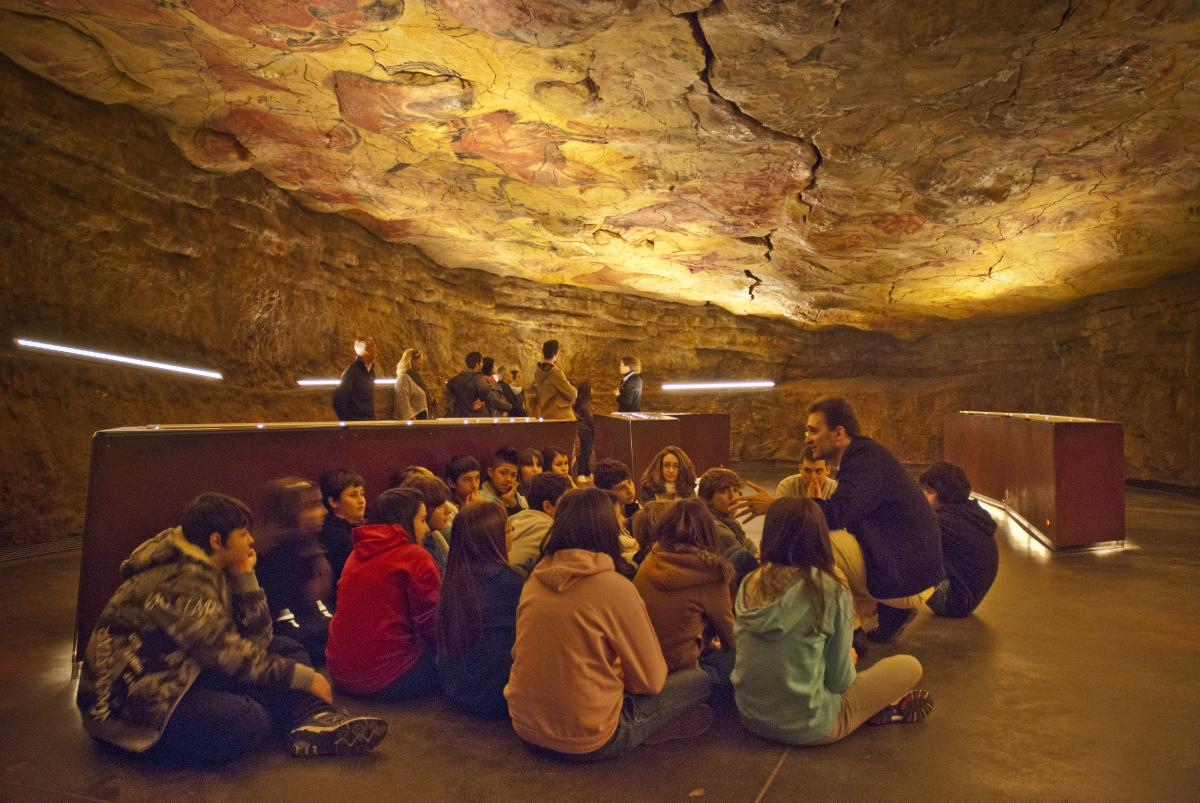
Visita escolar
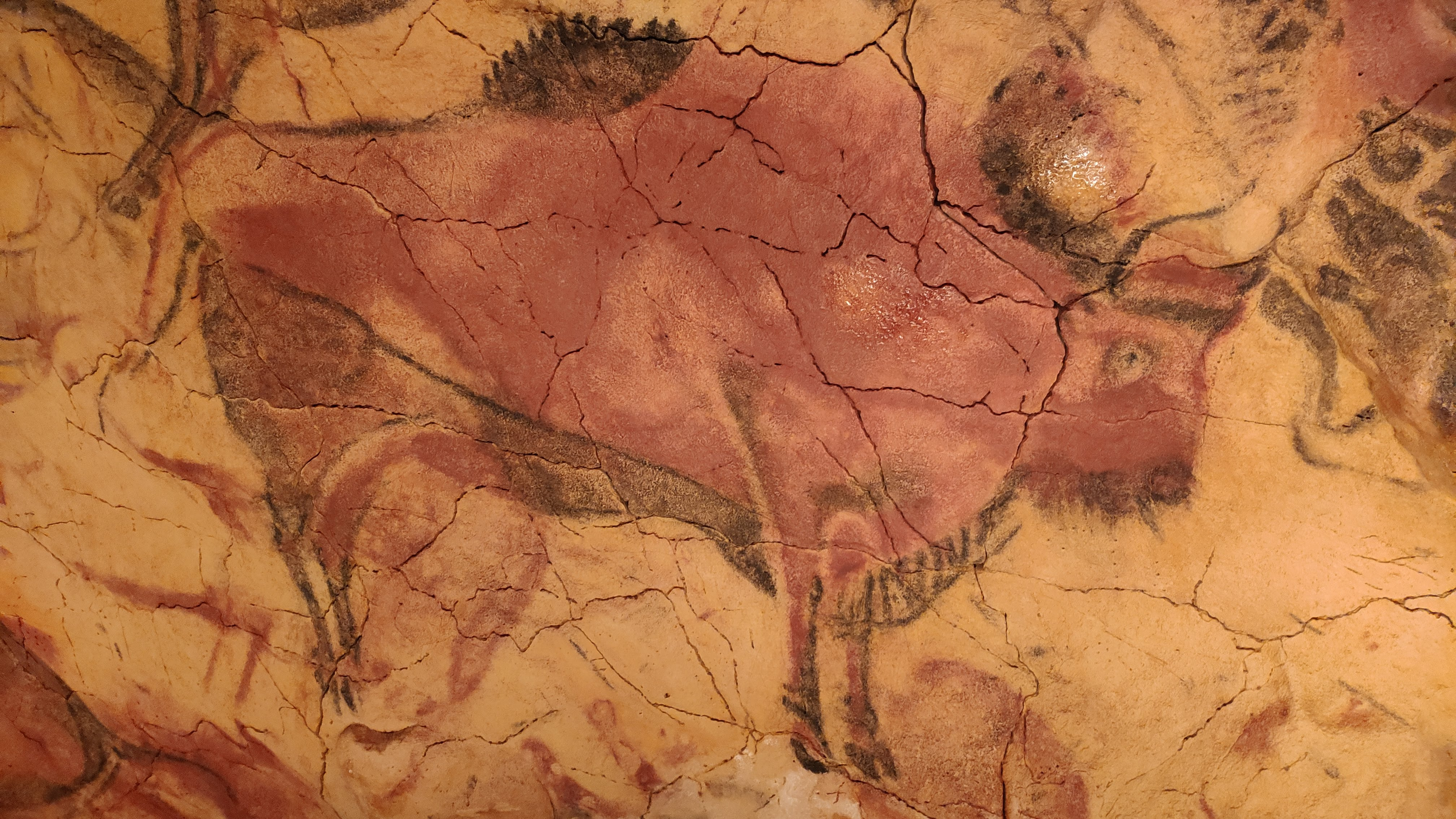
Réplica de la pintura de un bisonte